# تسكنات (لقصابي تاكوست)
تسكنات هي إحدى مشيخات المملكة المغربية، تتبع جغرافيا لإقليم كلميم وإداريًا للقصابي تاكوست. يقدر عدد سكانها بـ 641 نسمة حسب الإحصاء الرسمي للسكان والسكنى لسنة 2004.